# Lena (Misisipi)
Lena es un pueblo del Condado de Leake, Misisipi, Estados Unidos. Según el censo de 2000 tenía una población de 167 habitantes y una densidad de población de 38.4 hab/km².

## Demografía
Según el censo de 2000, había 167 personas, 77 hogares y 48 familias residiendo en la localidad. La densidad de población era de 38,4 hab./km². Había 96 viviendas con una densidad media de 22,1 viviendas/km². El 90,42% de los habitantes eran blancos, el 8,98% afroamericanos, el 0,00% amerindios y el 0,60% pertenecía a dos o más razas.
Según el censo, de los 77 hogares en el 23,4% había menores de 18 años, el 54,5% pertenecía a parejas casadas, el 3,9% tenía a una mujer como cabeza de familia, y el 36,4% no eran familias. El 35,1% de los hogares estaba compuesto por un único individuo, y el 24,7% pertenecía a alguien mayor de 65 años viviendo solo. El tamaño promedio de los hogares era de 2,17 personas y el de las familias de 2,76.
La población estaba distribuida en un 21,6% de habitantes menores de 18 años, un 6,0% entre 18 y 24 años, un 24,0% de 25 a 44, un 28,7% de 45 a 64, y un 19,8% de 65 años o mayores. La media de edad era 44 años. Por cada 100 mujeres había 87,6 hombres. Por cada 100 mujeres de 18 años o más, había 79,5 hombres.
Los ingresos medios por hogar en la localidad eran de 36.250 dólares ($), y los ingresos medios por familia eran 45.313 $. Los hombres tenían unos ingresos medios de 30.625 $ frente a los 20.625 $ para las mujeres. La renta per cápita para la ciudad era de 23.197 $. El 13,6% de la población y el 8,9% de las familias estaban por debajo del umbral de pobreza. El 13,8% de los menores de 18 años vivía por debajo del umbral de pobreza.

## Geografía
Según la Oficina del Censo de los Estados Unidos, la localidad tiene un área total de 4,4 km², todos ellos correspondientes a tierra firme.